# Bundesamt für Verfassungsschutz
O Bundesamt für Verfassungsschutz (BfV, em português: Gabinete Federal para a Proteção da Constituição), fundado no começo dos anos 50, é o serviço de inteligência interno da Alemanha, com sede em Colônia.

O órgão, sob autoridade controlada pelo Ministro do Interior e regulamentada pela "Lei relativa à cooperação entre o Estado Federal e os Länder em matéria de protecção da Constituição e ao Gabinete Federal para a Protecção da Constituição" (Bundesverfassungsschutzgesetz - BVerfSchG), de 20 de dezembro de 1990, é responsável pela vigilância e o cumprimento da Lei Fundamental da Alemanha.

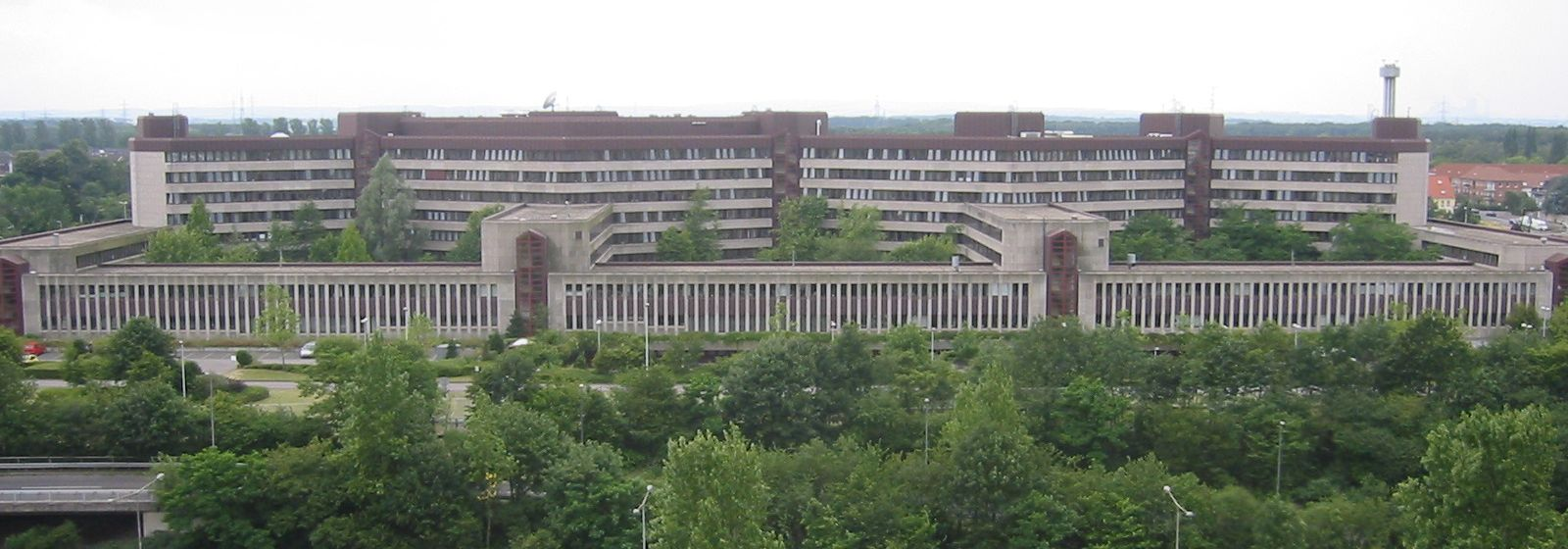
Sede do Bundesamt für Verfassungsschutz em Colônia.

O BfV dispõe de um orçamento de 137 milhões de euros e emprega mais de 2.400 pessoas (dados de 2005).
Atual presidente do BfV é o jurista Heinz Fromm (desde 2002).

## Funções
A função do BfV consiste na recolha e análise de informações relativas às pretensões anti-constitucionais extremas e atividades políticas anti-democráticas do espectro político da Alemanha que possam destabilizar a segurança interna e a ordem pública como também danificar a reputação do Estado.
As principais preocupações do BfV são:
- Extremistas políticos, plataformas, movimentos e partidos de extrema esquerda, notadamente certas facções dentro do A Esquerda, bem como outros partidos e grupos menores que pregam o comunismo.
- Extremistas políticos de extrema direita (principalmente neo-nazistas, incluindo o partido político NPD, facções da Alternativa para a Alemanha e grupos menores que pregam o nazismo e fascismo).
- Organizações extremistas de estrangeiros que vivem na Alemanha (principalmente terroristas islâmicos).
- Cultos (Sekten) como a Cientologia (considerada pelo governo alemão uma organização comercial autoritária e antidemocrática, e não uma religião).
- O crime organizado também é mencionado como uma ameaça à democracia, à lei e à ordem e à livre iniciativa no sistema econômico de negócios do país. No entanto, o crime organizado é apenas marginalmente, se é que o é, combatido pelo BfV, uma vez que é da responsabilidade da polícia normal, especialmente do BKA.

A maioria dos países da Europa considera a Cientologia uma seita. Na Alemanha, a Cientologia é monitorada nacionalmente pelo Bundesamt für Verfassungsschutz (BfV). É público e notório que a Cientologia gasta milhões de dólares com advogados e detetives particulares para processar e espionar qualquer pessoa que se mostre uma ameaça aos seus negócios. A Cientologia foi condenada definitivamente na França em 2013 por fraude e formação de quadrilha, depois que o Tribunal de Cassação, a instância judicial mais importante no país, rejeitou o recurso apresentado pela organização. Os juízes, na sentença de fevereiro de 2012 do Tribunal de Apelação, consideraram provado que as duas principais entidades da Cientologia na França contavam com uma estrutura destinada a extorquir pessoas vulneráveis.